# Diachasmimorpha comaulica
Diachasmimorpha comaulica är en stekelart som först beskrevs av Fischer 1988.  Diachasmimorpha comaulica ingår i släktet Diachasmimorpha och familjen bracksteklar. Inga underarter finns listade i Catalogue of Life.